# Tim Klinger
Tim Klinger (født 22. september 1984) er en tysk tidligere professionel cykelrytter, som bl.a. cyklede for det professionelle cykelhold Gerolsteiner.